# Aphyocharax dentatus
Aphyocharax dentatus är en fiskart som beskrevs av Eigenmann och Kennedy, 1903. Aphyocharax dentatus ingår i släktet Aphyocharax och familjen Characidae. Inga underarter finns listade i Catalogue of Life.